# International Romani Union

Flagge der Roma

Die International Romani Union (IRU) ist die wichtigste transnationale Interessenvertretung für Roma. Sie ist Dachverband zahlreicher nationaler und regionaler Organisationen und wurde auf dem 2. Welt-Roma-Kongress (WRC) im April 1978 in Genf gegründet.

## Geschichte
Ein früher Versuch von Roma, sich international zu organisieren, war 1959 die Gründung des Roma-Weltkomitees (CMG) in Paris durch Ionel Rotaru, in dem französische Roma osteuropäischer Herkunft, Manouches und Calé vertreten waren. Das CMG wurde 1965 von der französischen Regierung aufgelöst. Ihm folgte das Comité International Tsigane (CIT) unter der Führung von Vanko Rouda. Es versuchte, die nationale, religiöse und aus der Zugehörigkeit zu unterschiedlichen Teilgruppen herrührende Fragmentierung innerhalb der Minderheit, die die Durchsetzung sozialer und politischer Ziele erheblich beeinträchtigte, zu überwinden. Es entstanden CIT-Büros in verschiedenen Ländern, Kontakte zu ausländischen Organisationen und eine enge Kooperation mit der 1952 von Clement Le Cossec gegründeten Romani Evangelical Church. Programmatische Ziele waren es, den anhaltenden international zu beobachtenden Prozess erzwungener Assimilation zu stoppen sowie die rechtliche und soziale Situation der Roma zu verbessern. Neu war der Einsatz moderner politischer Methoden der Einflussnahme auf Politik und Gesellschaft (Öffentlichkeitsarbeit, Medienkampagnen, Demonstrationen und Lobbyarbeit).
Im Zuge des allgemeinen Aufschwungs der sozialen und politischen Bewegungen in den westlichen Staaten seit dem Ende der 1960er Jahre kam es auch zu einem "radikalen Wandel", zu einem "Erwachen der so genannten 'Romani-Bewegung'", die stärker als je zuvor mit ihren Anliegen in die Öffentlichkeit ging und offensiv ihre Forderungen stellte.
Einen "Durchbruch dieser neuen politischen Bewegung" stellte die Gründung des Internationalen Romani-Kongresses (RIC) dar. An dem ersten Treffen 1971 in London nahmen Delegierte aus 14 Staaten teil. Der Kongress "stand im Zeichen des Strebens nach 'internationaler Einheit'" im Kampf gegen gesellschaftliche Marginalisierung und für eine Verbesserung gesellschaftlicher Chancen und politischer Teilhabe. Die Delegierten wählten Slobodan Beberskis zum Präsidenten, den tschechisch-schweizerischen Arzt Ján Cibuľa zum Vizepräsidenten und Grattan Puxon zum Generalsekretär des Kongresses. Es wurden fünf Kommissionen eingesetzt, die sich mit den NS-Verbrechen, der sozialen Situation, der Bildungssituation sowie mit der Sprache und Kultur der Roma befassen sollten. Die Sprachkommission beschloss als allgemeine Bezeichnung für die Angehörigen der Minderheit, welcher Teilgruppe sie auch immer angehörten, nur mehr den Subjektbegriff Roma zu verwenden und damit alle konkurrierenden Fremdbezeichnungen abzulösen.
In der Folge des Londoner Kongresses, der die Aktivierung und Organisierung der Roma weltweit anregte, entstanden weitere politisch tätige Roma-Organisationen in und außerhalb Europas. An dem zweiten "Romani-Kongress" im April 1978 in Genf nahmen bereits 50 Selbstorganisationen aus allen Teilen Europas, den USA, Indien und Pakistan teil. Zu ihrem Präsidenten wählten die Delegierten Ján Cibuľa. Der Londoner Kongress führte zur Gründung der International Romani Union. Zu den Kongressteilnehmern wie auch zu den Gründern der IRU gehörten neben Roma jenische Repräsentanten der Schweizer Radgenossenschaft der Landstrasse.
Die wesentlichen Zielsetzungen waren die Anerkennung der Roma als eigenständige ethnische Minderheit bei der UNO, die Verbesserung des rechtlichen Status und die Erhaltung der Roma-Kultur. Seit 1979 gehört sie als Nichtregierungsorganisation (NGO) mit konsultativem Status dem Wirtschafts- und Sozialrat der Vereinten Nationen an und hat beratenden Status auch in der UNESCO. Seit 1986 ist sie Mitglied von UNICEF. Schwerpunkt der Arbeit ist nach wie vor der Einsatz für die Bürgerrechte der Roma.
Ehrenpräsident der IRU war in der Gründungsphase der bekannte Schauspieler Yul Brynner. Er spielte in den 1970er Jahren eine aktive Rolle bei den Bestrebungen der Roma, sich international zusammenzuschließen und internationale Anerkennung zu finden.